# Gabriel Bouillon
Gabriel Bouillon (Montpellier, 5 marzo 1898 – Parigi, 19 luglio 1984) è stato un violinista e docente francese.

## Biografia
Gabriel Georges Bouillon nacque il 5 marzo 1898 a Montpellier in una famiglia di musicisti. Suo padre insegnò al Conservatorio di Montpellier. Il piccolo Gabriel iniziò lo studio del violino nella sua città natale e poi continuò con Lucien Capet e Jacques Thibaud a Parigi. Completati gli studi e avviata la carriera concertistica, Bouillon ebbe l’opportunità di farsi apprezzare nell’ambiente parigino, suonando musiche dei compositori contemporanei come Reynaldo Hahn e Manuel De Falla. Nel 1926 eseguì la première della Sonata di Reynaldo Hahn con Magda Tagliaferro al pianoforte e nel 1928 diede la prima esecuzione del Concerto per violino e orchestra dello stesso Reynaldo Hahn con l'Orchestre des Concerts Colonne diretta dal compositore. 
All’inizio degli anni Trenta, egli fondò un quartetto eponimo, il Quatuor Gabriel Bouillon, avvalendosi di due strumentisti dell’appena sciolto Quatuor Capet.
Nello stesso periodo il Quartetto iniziò a collaborare con Alfred Cortot, tanto che il celebre pianista registrò nei primi anni Trenta per la HMV i Concerti brandeburghesi di Bach, affidando la parte solistica del n. 4 a Gabriel Bouillon. Con l’inizio degli anni Trenta, Bouillon si dedicò sempre di più all’insegnamento. Dal 1933 al 1969 fu professore di violino al Conservatorio di Parigi. Henryk Szeryng, l’allievo più celebre della sua classe, ottenne il Premier Prix nel 1937.  Tra gli altri studenti si ricordano: Horst Sannemüller, Suna Kan, Daniel Rémy, Sylvie Gazeau, Yvonne Lephay e Jean-Pierre Wallez. Bouillon fece parte della giuria del Concorso internazionale Premio Paganini di Genova nel 1955, 1965, 1969 e 1976. Per diversi anni fece parte della giuria del Concorso Long-Thibaud di Parigi. Bouillon mancò a Montpellier nel 1984.